# Sentinel Worlds I: Future Magic
Sentinel Worlds 1: Future Magic es un videojuego de rol de ciencia ficción publicado en 1989. El juego fue desarrollado por Karl Buiter y fue publicado por Electronic Arts. Las plataformas para las que se publicó el juego fueron Commodore 64 y MS-DOS.
La acción, que transcurre en el año 2995, pone al jugador al mando de una tripulación de un Interceptor de ataque en misión de investigación en el sistema de Caldorre. Los representantes de dicho sistema solar han pedido ayuda a la Federación debido a una serie de ataques fulgurantes de una flota de invasión de procedencia desconocida. Tu misión principal será hallar la base de los atacantes y neutralizar la amenaza que suponen. Más allá de la trama principal hay un buen número de misiones secundarias que el jugador puede completar para aumentar su experiencia y recursos económicos.
El juego bebe de fuentes clásicas como los videojuegos Starflight y The Bard's Tale. El juego presentaba una gran complejidad para la época en la que fue desarrollado, y resultó ser pionero en el género de los juegos de rol de ciencia ficción.
La trama del juego es no lineal, con cientos de líneas posibles de conversación entre los personajes controlados por el jugador y los personajes no jugadores (PNJ). El jugador tiene incluso la libertad de ignorar completamente la trama principal para explorar las diversas tramas secundarias que propone el juego. De hecho, el jugador puede dedicarse simplemente a explorar los tres planetas del sistema (Caldorre, Norjaenn y Ceyjavik) en busca de recursos que vender para conseguir dinero y experiencia (esto se conoce en el mundo de los juegos de rol como farming). Por otro lado, el jugador también puede dedicarse a la caza de naves enemigas en el espacio para conseguir más información sobre los misteriosos invasores, amén de la experiencia mencionada.
A pesar de lo que pueda sugerir el título del juego, nunca hubo un Sentinel Worlds 2. No obstante, algunos fanes consideran que el juego Hard Nova es el sucesor de la serie.

## El entorno del juego
El sistema de Caldorre está formado por los planetas de Caldorre (capital del sistema), Norjaenn y Ceyjavik.

### Caldorre
Caldorre es un planeta casi despoblado en su totalidad, con excepción de tres torres en un punto localizado del planeta. Estas torres cuentan con todos los servicios de atención para viajeros espaciales a través de sus espaciopuertos, ubicados en las cimas de las torres. Los visitantes (comerciantes, turistas, soldados, etc.) tienen acceso únicamente a los niveles superiores de cada torre (del 801 al 793), quedando los niveles inferiores restringidos para uso exclusivo de los nativos.
Cada torre cuenta con servicios tales como bares (útiles para recabar información o meterse en una buena pelea), gimnasios (lugares para el entrenamiento de las habilidades físicas de la tripulación), bibliotecas (fuentes importantes de información), tiendas de equipamientos (para la nave y trajes de la tripulación) y armerías.
La vida en las torres de Caldorre gira en torno al turismo, mayoritariamente, con un importante trasiego de comerciantes de paso, así como militares disfrutando de sus permisos.
Las torres representan un misterio en sí mismas, puesto que los primeros pobladores del sistema encontraron las torres ya construidas en la superficie del planeta, aunque vacías.
La superficie despoblada del planeta está compuesta en su mayoría por tierras llanas y selvas. De todas formas, no está totalmente despoblada, ya que se pueden encontrar en algunos lugares asentamientos primitivos de una raza de humanoides conocida como warhakans.

### Norjaenn
Norjaenn es un planeta rural cuyos principales ingresos proceden de las actividades de ganadería y agricultura. El aspecto de su capital, Western Town, tiene todo el aspecto de una ciudad del antiguo Oeste Americano.
El jugador podrá encontrar en Norjaenn varias tramas secundarias relacionadas con un antiguo conflicto que enfrenta a ganaderos y granjeros (de nuevo tenemos aquí reminiscencias de los antiguos westerns).
La superficie del planeta está formada por zonas rurales y bosques profundos. En las estribaciones de las montañas también hay cuevas que resulta conveniente explorar.

### Ceyjavik
Ceyjavik es un planeta helado y supuestamente inhabitado situado en el límite del sistema de Caldorre. Contiene una estación de investigación biológica de la corporación Borkin (Biological and Research Kinetics). La estación está supuestamente abandonada, aunque algunos informes mencionan signos de actividad en la superficie.
La superficie de Ceyjavik está completamente helada y apenas contiene vida, aunque se pueden encontrar algunas criaturas especialmente resistentes al frío, muy peligrosas para el aventurero inexperto.

## Características del juego
El género de la ciencia ficción sigue siendo terra incognita en el campo de los videojuegos de rol. Hay pocos ejemplos, como este que nos ocupa, Megatraveller, Megatraveller 2 y Hard Nova. Sin embargo, Sentinel Worlds 1 fue uno de los primeros juegos de rol de este género, si no el primero, e introdujo multitud de elementos innovadores. El éxito del juego no se puede medir por su nivel de ventas, ya que fue muy pobre, en cualquier caso.
Como hemos mencionado, el desarrollo del juego es no lineal. El jugador tiene libertad para seguir la trama principal o cualquiera de las tramas secundarias que pueblan el juego. La introducción de combates con naves enemigas representa un elemento bastante fresco en el desarrollo, ya que requiere habilidades manuales para manejar la nave así como cierto despliegue táctico. Esta es una buena manera de aumentar ciertas habilidades de la tripulación que serán útiles en las misiones planetarias. El jugador también puede dedicarse a la recolección de minerales para venderlos posteriormente.
El sistema de conversación del juego merece mención aparte. El manual impreso trae cientos de líneas de conversación agrupadas en bloques. Cada bloque tiene un número al que se hace referencia dentro del juego para que el jugador lea la parte correspondiente al hablar con los PNJ. Por otro lado, al conversar con un PNJ suelen aparecer varias respuestas posibles que determinan el comportamiento futuro de dicho PNJ con nosotros. La mejor respuesta no siempre resulta evidente, lo cual puede resultar algo frustrante, obligándonos a cargar una partida grabada anteriormente para intentar desarrollar la trama correctamente.
Precisamente en el sistema de grabación de partidas radica el mayor problema del juego. Solo hay hueco para guardar dos partidas, por lo que el jugador se verá obligado con seguridad a hacer una copia a mano de las partidas guardadas para poder volver atrás en caso de que siga una línea argumental que le lleve a una vía muerta.
De todas formas, a pesar de este problema, el juego presenta una profundidad y una sensación de inmersión que no tiene nada que envidiar a juegos mucho más avanzados tecnológicamente. Quizás resulte un tanto áspero para el jugador casual, pero ofrece gran cantidad de atractivos para los jugadores que decidan adentrarse en la trama.